# Кіт Коннор (легкоатлет)
Кіт Коннор  (англ. Keith Connor, 16 вересня 1957) — британський легкоатлет, олімпійський медаліст.

## Виступи на Олімпіадах
| Олімпіада         | Дисципліна        | Місце |
| ----------------- | ----------------- | ----- |
| Москва 1980       | потрійний стрибок | 4     |
| Лос-Анджелес 1984 | потрійний стрибок | 3     |